# Ревальвація
Ревальва́ція (ревалоризація) — підвищення курсу вартості національної валюти відносно іноземних чи міжнародних валют.
Головна причина ревальвації — коли у державі спостерігається тривалий час активне сальдо платіжного балансу, що одночасно означає наявність дефіцитів у її партнерів. Вона може бути зумовлена обміном надмірної суми іноземної валюти на національну внаслідок валютної спекуляції, тобто понад інтервентні можливості центрального банку. Поштовхом до ревальвації може бути також значне фінансування в рамках допомоги з боку міжнародних валютно-кредитних організацій, оскільки збільшується пропозиція іноземної валюти на міжбанківській валютній біржі.

## Позитивні і негативні наслідки ревальвації національної валюти
До позитивних наслідків подорожчання національної валюти держави, можна віднести:
- Зменшення рівня інфляції в країні;
- Уповільнення зростання активного сальдо платіжного балансу країни;
- Збільшення доступності товарів для населення всередині країни, за рахунок дешевого імпорту. Тобто, стануть доступніші як імпортні товари, так і вітчизняні (виробники будуть змушені утримувати ціни на конкурентоспроможному рівні);
- Можливість купувати іноземну валюту за вигідним курсом (як для населення країни, так і для Центробанку).

Негативні наслідки:
- Національні виробники втрачають конкурентоспроможність на зовнішніх ринках. Собівартість товару виражається в національній валюті, отже її зростання призводить до збільшення експортних цін.
- На внутрішньому ринку країни збільшується кількість здешевілих імпортних товарів, що знову-таки негативним чином позначається на вітчизняному виробництві;
- Обсяги інвестицій у вітчизняну економіку знижуються через невигідний обмінний курс для потенційних інвесторів;
- Падають доходи, одержувані за рахунок іноземних туристів. Туристичний потік в країну знижується (знову ж через невигідний обмінний курс).

Яскравим прикладом такого негативного впливу на економіку країни є ревальвація швейцарського франка в січні 2015 року. Тоді Центробанк Швейцарії скасував стелю обмінного курсу франка до євро. Наслідком цього рішення став зліт швейцарської валюти по відношенню до єдиної європейської валюти. Франк подорожчав приблизно в 1,3 рази.